# سبنسر باتون
سبنسر باتون (بالإنجليزية: Spencer Patton)‏ هو لاعب كرة قاعدة أمريكي، ولد في 20 فبراير 1988 في أوربانا في الولايات المتحدة.

## وصلات خارجية
- سبنسر باتون على موقع دوري كرة القاعدة الرئيسي (الإنجليزية)
- سبنسر باتون على موقع الدوري الياباني لكرة القاعدة (الإنجليزية)
- سبنسر باتون على موقعبيزبول رفرنس.كوم (الدوري الرئيسي) (الإنجليزية)
- سبنسر باتون على موقعبيزبول رفرنس.كوم (الدوري الثانوي) (الإنجليزية)
- سبنسر باتون على موقع إي إس بي إن.كوم (أم.أل.بي) (الإنجليزية)
- سبنسر باتون على موقع مشجعي الرسوم البيانية (الإنجليزية)